# Mikhail Ippolitov-Ivanov
{{Infobox scientist
|name = Mikhail Ippolitov-Ivanov
|image = Ippolitov ivanov.jpg
|image_size = 220px
|caption = 
|birth_date = 19 tháng 11 năm 1859 ([[lịch Nga cũ: [7 tháng 11]])
|birth_place = Gatchina, Nga
|death_date = 28 tháng 1, 1935 (75 tuổi)
|death_place = Moskva, Nga
|residence = 
|citizenship = 
|nationality =
 Nga
 Liên Xô
|ethnicity = 
|field = 
- Nhà soạn nhạc
- Nhà sư phạm
- Nhạc trưởng

|work_institutions = 
- Nhạc viện Moskva
- Nhà hát opera Mamontov
- Nhà hát opera Bolshoi

|alma_mater = 
|thesis_title =
|doctoral_advisor = 
|doctoral_students = 
|known_for = 
|author_abbrev_bot = 
|author_abbrev_zoo = 
|influences = 
|influenced = 
|prizes = 
|religion = 
|footnotes = 
|signature = 
}}
Mikhail Mikhailovich Ippolitov-Ivanov (tiếng Nga: Михаил Михайлович Ипполитов-Иванов) (1859-1935) là nhà soạn nhạc, nhạc trưởng, nhà sư phạm người Nga.

## Cuộc đời và sự nghiệp
Mikhail Ippolitov-Ivanov học âm nhạc ở Nikolay Rimsky-Korsakov tại thành phố Sankt Petersburg. Năm 1894, Ippolitov-Ivanov nổi tiếng với tổ khúc cho dàn nhạc giao hưởng Những phác họa Caucase. Sau đó, ông trở thành giáo sư môn sáng tác và hòa thanh tại Nhạc viện Moskva vào các năm 1893-1935, là giám đốc của Nhạc viện từ năm 1905 đến năm 1922. Đồng thời, ông còn là nhạc trưởng các nhà hát opera Mamontov (1898-1906), Bolshoi (từ năm 1925).

## Các tác phẩm
Ông viết 6 vở opera, nổi bật có: Ụ chiến đầu cuối cùng (1933), các bản giao hưởng, giao hưởng thơ, cantata, các tác phẩm nhạc thính phòng

## Danh mục tác phẩm
- Caucasian Sketches
  - Suite No. 1, Op. 10 (1894)
  - Suite No. 2, Op. 42 (Iveria) (1896)
- Symphony No. 1 in E minor, Op. 46 (1908)
- Yar-khmel (Spring Overture), Op. 1 (1882)
- Violin Sonata, Op. 8 (published by D. Rahter of Leipzig, 1887, Score from Sibley Music Library Digital Scores Collection)
- Quartet for piano and strings, Op. 9
- String Quartet No. 1 in A minor, Op. 13 (published 1890 or so)
- Ballade Romantique for violin and piano, Op. 20 (published by Universal Edition in 1928)
- Symphonic Scherzo, Op. 2
- Three Musical Tableaux from Ossian, Op. 56
  - Lake Lyano
  - Kolyma's Lament
  - Ossian's Monologue on Contemporary Heroes
- Liturgy of St. John Chrysostom, Op. 37
- Vespers, Op. 43
- Jubilee March, Op. 67
- Armenian Rhapsody on National Themes, Op. 48
- Turkish Fragments, Op. 62 (1930)
- Turkish March, Op. 55 (1932)
- An Episode from the Life of Schubert, Op. 61 (1920)